# Marquesado de la Cañada
El marquesado de la Cañada es un título nobiliario español creado por el rey Felipe V el 28 de septiembre de 1729 a favor de Guillermo Tirry y Ronan, alférez mayor de El Puerto de Santa María y regidor perpetuo de Cádiz, caballero de la Orden de Santiago, y concedido por juro de heredad. 
Su biznieto Juan Tirry y Lacy, se estableció en Cuba. El título se creó originalmente con la denominación de marqués de la Cañada Tirry. Tirry es la ortografía española antigua del apellido irlandés Terry.

## Marqueses de la Cañada
- I. Guillermo de Tirry y Ronan, titulado previamente por Felipe V como Vizconde de Torrebreva. Caballero de Santiago. Nobleza de sangre reconocida en el Reino de Inglaterra e Irlanda por Jacobo III de Inglaterra.
- II. Francisca Patricia de Tirry, hija única y heredera del mayorazgo de la Cañada de Tirry el 6 de mayo de 1745, que comprendía la Hacienda "La Cañada" en el término municipal del Puerto de Santa María (Cádiz) a la que se debió el nombre del título. Caso con su primo hermano, Juan Bautista Terry, hijo del hermano mayor de Guillermo su padre, James Terry que servía en el exilio de París, a las órdenes del último Rey Católico de Inglaterra, Jacobo III, como su Rey de Armas.
- III. Guillermo de Tirry y Tirry, comerciante irlandés afincado en el Puerto de Santa María. Armador. Se le concede a él, y a sus descendientes poseedores del marquesado, la alcaldía perpetua de la citada villa, así como su puesto de alférez mayor de la misma. Heredó el título en 14 de mayo de 1759.
- IV. José María Tirry Lacy, caballero de Santiago, comendador militar de la Real Orden de San Hermenegildo, Alférez Mayor del Puerto de Santa María, regidor decano, con voz y voto y asiento permanente como Mariscal de Campo de los Reales ejércitos de la ciudad de Cádiz. Era hijo de María de Lacy, camarera de la Reina, que era hija a su vez de Guillermo Lacy, General del Consejo Supremo de Guerra y hermana del conde de Lacy, Comendador de Casas Viejas de Mérida y ministro plenipotenciario del S.M el Rey en Rusia. Sus padres se habían casado en la capilla del palacio real de La Granja de San Ildefonso, el 7 de agosto de 1745, oficiando la ceremonia Don Álvaro de Mendoza, arzobispo de Farsalia, del consejo de S.M., su capellán y limosnero mayor, siendo la madrina la condesa de Montijo. Heredó el título en 28 de abril de 1779. Estaba casado con una sobrina, María Dolores Molina Tirry, hija del marqués de Ureña y conde de Saucedilla, Gaspar de Molina y de su hermana María Josefa Tirry. No tuvo descendencia, heredando el marquesado su hermano Juan Bautista, nombre impuesto en honor de su abuelo, de nacimiento francés, Juan Bautista Tirry Stritch, que había casado con la única hija del I marqués, Francisca Patricia y su heredera.
- V. Juan Tirry Lacy, heredó el título durante su minoría de edad el 27 de marzo de 1824. El Rey le concedió el derecho a utilizar dos estandartes reales a cada lado de su escudo, sujetados por sendos leones rampantes, como reconocimiento a su hermano y enaltecimiento de sus armas, por haber sido el primero en levantar el pendón Real del Puerto de Santa María (Cádiz) durante la ocupación francesa. Ingresó Juan Tirry en la escuela de guardias marinas de adolescente, dedicando buena parte de su juventud al servicio de Real Armada, participando entre otras acciones de guerra en los combates de Gibraltar y Argel. En la última década del siglo XVIII, con la graduación de teniente de Navío fue destinado a Cuba. Allí contrajo matrimonio en la catedral de La Habana con María Jesús Loynaz y Lizundia, de la Casa de los marqueses del Real Agrado, hija del tesorero de la Real Fábrica de Tabaco de La Habana y Consejero de S.M., el vasco Ignacio de Loinaz, casado con la marquesa del Real Agrado, doña María de la Concepción Lizundia, su madre. Juan Tirry ocupó el cargo de Gobernador de la provincia de Matanzas, donde era propietario, entre otros, del cafetal conocido como "La Constancia", y también dentro de su faceta política ejerció como alcalde ordinario electo de La Habana. Fue miembro notorio de la Real Sociedad Económica de Amigos del País en La Habana y Caballero de la Orden de Santiago. Falleció en La Habana Cuba en 1839.
- VI. Guillermo Tirry Loynaz, caballero de Santiago, Teniente coronel de milicias de Caballería, hijo del anterior, ricohomme hacendado en Cuba. Heredó el título el 2 de febrero de 1840.
- VII. José María Tirry Loynaz, hermano del anterior. Hacendado y propietario, Cuba. 3 de septiembre de 1857.
- VIII. María Luisa Diago y Terry, condesa de Armíldez de Toledo, titulada marquesa de San Martín de la Ascensión. Hija de Josefa Tirry y Loinaz y de Francisco Diago y Tato, y prima hermana de la I condesa de Casa Sedano. Los Hermanos Diago Tato, Francisco y Pedro, hijos de un alto funcionario del Gobierno Español de origen gallego en la Isla de Cuba, fueron uno de los primeros empresarios modernizadores e industrializadores del sector agrícola en la Isla de Cuba, donde fueron impulsores de lo que vinieron a ser los grandes Ingenios azucareros del siglo XIX y XX. Operaron desde sus propiedades, entre otras, los Ingenios Tinguaro y Santa Elena en Colón, provincia de Matanzas. La aglomeración de estos Ingenios son, después de la Revolución Cubana, los conocidos hoy como Complejo Industriales de la España Republicana en Colón. Los Hermanos Diago Tato fueron los fundadores del Municipio Perico (por Pedro) en la provincia de Matanzas. María Luisa caso con Isidro Wall y Alfonso de Sousa de Portugal, conde de los Arenales y de Armildez de Toledo.
- IX. María de la Concepción Wall y Diago, XIV marquesa de Guadalcázar, grande de España, VIII condesa de Armíldez de Toledo (1871), IX marquesa de Mejorada del Campo (1924), II marquesa Pontificia San Martín de la Ascensión-Loinaz, casada con Juan Castillejo y Sánchez de Teruel, Conde de Floridablanca, grande de España, maestrante de Granada. Única Heredera de Francisco Diago Tato, fallecido en Nueva York, tras lo que decide desprenderse de sus propiedades en la Isla de Cuba y regresar a España. Vivió hasta sus últimos días en Madrid, donde había mandado construir un palacio de corte indiano en memoria de su natal La Habana, sito en la calle Góngora (barrio de Chueca) de Madrid.
- X. Juan Bautista Castillejo y Ussía, conde de Floridablanca, duque de San Miguel, marqués de Mejorada del Campo, III marqués de Colomo y marqués de Hinojares. Caballero de H.D SOM Malta, casado con María de Oriol e Ybarra, de la casa marquesal de Casa Oriol. Era hijo de José María Castillejo y Wall, conde de Floridablanca, marqués de Mejorada del Campo y otros, Maestrante de Granada, Caballero de Santiago y Caballero de H.D. SOM Malta, casado con María del Pilar Ussía y Diez de Ulzurrum, marquesa de Aldama (G.de E.) y marquesa de Colomo. Ingeniero de Caminos. Propietario.
- XI. María Castillejo y de Oriol, dama de la Cruz Roja, casada con Antonio de León Borrero, de la casa marquesal de Méritos y condal de  Lebrija.

### Árbol genealógico
|                                                      |                                                      |                                                      |                                                      |                                                      |                                                      |                                                    |                                                    | John Terry (1630-?)                                                               |                                                                    |                                                                    |                                                                    |                                                                    |                                                                    |                                                             |                                                             | | | | | | |  |  |  |  |  |  |  |  |  |  |  |  |  |  |  |  |
|                                                      |                                                      |                                                      |                                                      |                                                      |                                                      |                                                    |                                                    |                                                                                   |                                                                    |                                                                    |                                                                    |                                                                    |                                                                    |                                                             |                                                             | | | | | | |  |  |  |  |  |  |  |  |  |  |  |  |  |  |  |  |
|                                                      |                                                      |                                                      |                                                      |                                                      |                                                      |                                                    |                                                    |                                                                                   |                                                                    |                                                                    |                                                                    |                                                                    |                                                                    |                                                             |                                                             | | | | | | |  |  |  |  |  |  |  |  |  |  |  |  |  |  |  |  |
|                                                      |                                                      | James Terry (1660-1725)                              | James Terry (1660-1725)                              | James Terry (1660-1725)                              | James Terry (1660-1725)                              | James Terry (1660-1725)                            | James Terry (1660-1725)                            |                                                                                   |                                                                    |                                                                    |                                                                    |                                                                    |                                                                    | Guillermo Tirry, I marqués de la Cañada (1663-1745)         | Guillermo Tirry, I marqués de la Cañada (1663-1745)         | Guillermo Tirry, I marqués de la Cañada (1663-1745)                                                      | Guillermo Tirry, I marqués de la Cañada (1663-1745)                                                      | Guillermo Tirry, I marqués de la Cañada (1663-1745)                                                      | Guillermo Tirry, I marqués de la Cañada (1663-1745)                                                      | | |  |  |  |  |  |  |  |  |  |  |  |  |  |  |  |  |
|                                                      |                                                      | James Terry (1660-1725)                              | James Terry (1660-1725)                              | James Terry (1660-1725)                              | James Terry (1660-1725)                              | James Terry (1660-1725)                            | James Terry (1660-1725)                            |                                                                                   |                                                                    |                                                                    |                                                                    |                                                                    |                                                                    | Guillermo Tirry, I marqués de la Cañada (1663-1745)         | Guillermo Tirry, I marqués de la Cañada (1663-1745)         | Guillermo Tirry, I marqués de la Cañada (1663-1745)                                                      | Guillermo Tirry, I marqués de la Cañada (1663-1745)                                                      | Guillermo Tirry, I marqués de la Cañada (1663-1745)                                                      | Guillermo Tirry, I marqués de la Cañada (1663-1745)                                                      | | |  |  |  |  |  |  |  |  |  |  |  |  |  |  |  |  |
|                                                      |                                                      | Juan Bautista Tirry, marqués de la Cañada (1697-?)   | Juan Bautista Tirry, marqués de la Cañada (1697-?)   | Juan Bautista Tirry, marqués de la Cañada (1697-?)   | Juan Bautista Tirry, marqués de la Cañada (1697-?)   | Juan Bautista Tirry, marqués de la Cañada (1697-?) | Juan Bautista Tirry, marqués de la Cañada (1697-?) |                                                                                   |                                                                    |                                                                    |                                                                    |                                                                    |                                                                    | Francisca Patricia Tirry, II marquesa de la Cañada (1708-?) | Francisca Patricia Tirry, II marquesa de la Cañada (1708-?) | Francisca Patricia Tirry, II marquesa de la Cañada (1708-?)                                              | Francisca Patricia Tirry, II marquesa de la Cañada (1708-?)                                              | Francisca Patricia Tirry, II marquesa de la Cañada (1708-?)                                              | Francisca Patricia Tirry, II marquesa de la Cañada (1708-?)                                              | | |  |  |  |  |  |  |  |  |  |  |  |  |  |  |  |  |
|                                                      |                                                      | Juan Bautista Tirry, marqués de la Cañada (1697-?)   | Juan Bautista Tirry, marqués de la Cañada (1697-?)   | Juan Bautista Tirry, marqués de la Cañada (1697-?)   | Juan Bautista Tirry, marqués de la Cañada (1697-?)   | Juan Bautista Tirry, marqués de la Cañada (1697-?) | Juan Bautista Tirry, marqués de la Cañada (1697-?) |                                                                                   |                                                                    |                                                                    |                                                                    |                                                                    |                                                                    | Francisca Patricia Tirry, II marquesa de la Cañada (1708-?) | Francisca Patricia Tirry, II marquesa de la Cañada (1708-?) | Francisca Patricia Tirry, II marquesa de la Cañada (1708-?)                                              | Francisca Patricia Tirry, II marquesa de la Cañada (1708-?)                                              | Francisca Patricia Tirry, II marquesa de la Cañada (1708-?)                                              | Francisca Patricia Tirry, II marquesa de la Cañada (1708-?)                                              | | |  |  |  |  |  |  |  |  |  |  |  |  |  |  |  |  |
|                                                      |                                                      |                                                      |                                                      |                                                      |                                                      |                                                    |                                                    |                                                                                   |                                                                    |                                                                    |                                                                    |                                                                    |                                                                    |                                                             |                                                             | | | | | | |  |  |  |  |  |  |  |  |  |  |  |  |  |  |  |  |
|                                                      |                                                      |                                                      |                                                      |                                                      |                                                      |                                                    |                                                    | Guillermo Tirry, III marqués de la Cañada (1726-1763)                             |                                                                    |                                                                    |                                                                    |                                                                    |                                                                    |                                                             |                                                             | | | | | | |  |  |  |  |  |  |  |  |  |  |  |  |  |  |  |  |
|                                                      |                                                      |                                                      |                                                      |                                                      |                                                      |                                                    |                                                    |                                                                                   |                                                                    |                                                                    |                                                                    |                                                                    |                                                                    |                                                             |                                                             | | | | | | |  |  |  |  |  |  |  |  |  |  |  |  |  |  |  |  |
|                                                      |                                                      |                                                      |                                                      |                                                      |                                                      |                                                    |                                                    |                                                                                   |                                                                    |                                                                    |                                                                    |                                                                    |                                                                    |                                                             |                                                             | | | | | | |  |  |  |  |  |  |  |  |  |  |  |  |  |  |  |  |
| José Maria Tirry, IV marqués de la Cañada († 1824)   | José Maria Tirry, IV marqués de la Cañada († 1824)   | José Maria Tirry, IV marqués de la Cañada († 1824)   | José Maria Tirry, IV marqués de la Cañada († 1824)   | José Maria Tirry, IV marqués de la Cañada († 1824)   | José Maria Tirry, IV marqués de la Cañada († 1824)   |                                                    |                                                    | Juan Bautista Tirry, V marqués de la Cañada (1761-1838)                           | Juan Bautista Tirry, V marqués de la Cañada (1761-1838)            | Juan Bautista Tirry, V marqués de la Cañada (1761-1838)            | Juan Bautista Tirry, V marqués de la Cañada (1761-1838)            | Juan Bautista Tirry, V marqués de la Cañada (1761-1838)            | Juan Bautista Tirry, V marqués de la Cañada (1761-1838)            |                                                             |                                                             | | | | | | |  |  |  |  |  |  |  |  |  |  |  |  |  |  |  |  |
| José Maria Tirry, IV marqués de la Cañada († 1824)   | José Maria Tirry, IV marqués de la Cañada († 1824)   | José Maria Tirry, IV marqués de la Cañada († 1824)   | José Maria Tirry, IV marqués de la Cañada († 1824)   | José Maria Tirry, IV marqués de la Cañada († 1824)   | José Maria Tirry, IV marqués de la Cañada († 1824)   |                                                    |                                                    | Juan Bautista Tirry, V marqués de la Cañada (1761-1838)                           | Juan Bautista Tirry, V marqués de la Cañada (1761-1838)            | Juan Bautista Tirry, V marqués de la Cañada (1761-1838)            | Juan Bautista Tirry, V marqués de la Cañada (1761-1838)            | Juan Bautista Tirry, V marqués de la Cañada (1761-1838)            | Juan Bautista Tirry, V marqués de la Cañada (1761-1838)            |                                                             |                                                             | | | | | | |  |  |  |  |  |  |  |  |  |  |  |  |  |  |  |  |
|                                                      |                                                      |                                                      |                                                      |                                                      |                                                      |                                                    |                                                    |                                                                                   |                                                                    |                                                                    |                                                                    |                                                                    |                                                                    |                                                             |                                                             | | | | | | |  |  |  |  |  |  |  |  |  |  |  |  |  |  |  |  |
| Guillermo Tirry, VI marqués de la Cañada (1799-1857) | Guillermo Tirry, VI marqués de la Cañada (1799-1857) | Guillermo Tirry, VI marqués de la Cañada (1799-1857) | Guillermo Tirry, VI marqués de la Cañada (1799-1857) | Guillermo Tirry, VI marqués de la Cañada (1799-1857) | Guillermo Tirry, VI marqués de la Cañada (1799-1857) |                                                    |                                                    | José María Tirry, VII marqués de la Cañada (1801-1882)                            | José María Tirry, VII marqués de la Cañada (1801-1882)             | José María Tirry, VII marqués de la Cañada (1801-1882)             | José María Tirry, VII marqués de la Cañada (1801-1882)             | José María Tirry, VII marqués de la Cañada (1801-1882)             | José María Tirry, VII marqués de la Cañada (1801-1882)             |                                                             |                                                             | María Josefa Tirry y Loinaz (1809-1866)                                                                  | María Josefa Tirry y Loinaz (1809-1866)                                                                  | María Josefa Tirry y Loinaz (1809-1866)                                                                  | María Josefa Tirry y Loinaz (1809-1866)                                                                  | María Josefa Tirry y Loinaz (1809-1866)                                                                  | María Josefa Tirry y Loinaz (1809-1866)                                                                  |  |  |  |  |  |  |  |  |  |  |  |  |  |  |  |  |
| Guillermo Tirry, VI marqués de la Cañada (1799-1857) | Guillermo Tirry, VI marqués de la Cañada (1799-1857) | Guillermo Tirry, VI marqués de la Cañada (1799-1857) | Guillermo Tirry, VI marqués de la Cañada (1799-1857) | Guillermo Tirry, VI marqués de la Cañada (1799-1857) | Guillermo Tirry, VI marqués de la Cañada (1799-1857) |                                                    |                                                    | José María Tirry, VII marqués de la Cañada (1801-1882)                            | José María Tirry, VII marqués de la Cañada (1801-1882)             | José María Tirry, VII marqués de la Cañada (1801-1882)             | José María Tirry, VII marqués de la Cañada (1801-1882)             | José María Tirry, VII marqués de la Cañada (1801-1882)             | José María Tirry, VII marqués de la Cañada (1801-1882)             |                                                             |                                                             | María Josefa Tirry y Loinaz (1809-1866)                                                                  | María Josefa Tirry y Loinaz (1809-1866)                                                                  | María Josefa Tirry y Loinaz (1809-1866)                                                                  | María Josefa Tirry y Loinaz (1809-1866)                                                                  | María Josefa Tirry y Loinaz (1809-1866)                                                                  | María Josefa Tirry y Loinaz (1809-1866)                                                                  |  |  |  |  |  |  |  |  |  |  |  |  |  |  |  |  |
|                                                      |                                                      |                                                      |                                                      |                                                      |                                                      |                                                    |                                                    |                                                                                   |                                                                    |                                                                    |                                                                    |                                                                    |                                                                    |                                                             |                                                             | María Luisa Diago, condesa de Armildez de Toledo, VIII marquesa de la Cañada (1839-1923)                 | | | | | |  |  |  |  |  |  |  |  |  |  |  |  |  |  |  |  |
|                                                      |                                                      |                                                      |                                                      |                                                      |                                                      |                                                    |                                                    |                                                                                   |                                                                    |                                                                    |                                                                    |                                                                    |                                                                    |                                                             |                                                             | | | | | | |  |  |  |  |  |  |  |  |  |  |  |  |  |  |  |  |
|                                                      |                                                      |                                                      |                                                      |                                                      |                                                      |                                                    |                                                    |                                                                                   |                                                                    |                                                                    |                                                                    |                                                                    |                                                                    |                                                             |                                                             | María de la Concepción Wall, condesa de Floridablanca, IX marquesa de la Cañada (1865-1952)              | | | | | |  |  |  |  |  |  |  |  |  |  |  |  |  |  |  |  |
|                                                      |                                                      |                                                      |                                                      |                                                      |                                                      |                                                    |                                                    |                                                                                   |                                                                    |                                                                    |                                                                    |                                                                    |                                                                    |                                                             |                                                             | | | | | | |  |  |  |  |  |  |  |  |  |  |  |  |  |  |  |  |
|                                                      |                                                      |                                                      |                                                      |                                                      |                                                      |                                                    |                                                    |                                                                                   |                                                                    |                                                                    |                                                                    |                                                                    |                                                                    |                                                             |                                                             | José María Castillejo, V conde de Floridablanca (1895-1962)                                              | | | | | |  |  |  |  |  |  |  |  |  |  |  |  |  |  |  |  |
|                                                      |                                                      |                                                      |                                                      |                                                      |                                                      |                                                    |                                                    |                                                                                   |                                                                    |                                                                    |                                                                    |                                                                    |                                                                    |                                                             |                                                             | | | | | | |  |  |  |  |  |  |  |  |  |  |  |  |  |  |  |  |
|                                                      |                                                      |                                                      |                                                      |                                                      |                                                      |                                                    |                                                    |                                                                                   |                                                                    |                                                                    |                                                                    |                                                                    |                                                                    |                                                             |                                                             | Juan Bautista Castillejo, VI conde de Floridablanca, X marqués de la Cañada (1926-1973)                  | | | | | |  |  |  |  |  |  |  |  |  |  |  |  |  |  |  |  |
|                                                      |                                                      |                                                      |                                                      |                                                      |                                                      |                                                    |                                                    |                                                                                   |                                                                    |                                                                    |                                                                    |                                                                    |                                                                    |                                                             |                                                             | | | | | | |  |  |  |  |  |  |  |  |  |  |  |  |  |  |  |  |
|                                                      |                                                      |                                                      |                                                      |                                                      |                                                      |                                                    |                                                    |                                                                                   |                                                                    |                                                                    |                                                                    |                                                                    |                                                                    |                                                             |                                                             | | | | | | |  |  |  |  |  |  |  |  |  |  |  |  |  |  |  |  |
|                                                      |                                                      |                                                      |                                                      |                                                      |                                                      |                                                    |                                                    | Mª del Dulce Nombre Castillejo, XI marquesa de la Cañada (n. 1957)                | Mª del Dulce Nombre Castillejo, XI marquesa de la Cañada (n. 1957) | Mª del Dulce Nombre Castillejo, XI marquesa de la Cañada (n. 1957) | Mª del Dulce Nombre Castillejo, XI marquesa de la Cañada (n. 1957) | Mª del Dulce Nombre Castillejo, XI marquesa de la Cañada (n. 1957) | Mª del Dulce Nombre Castillejo, XI marquesa de la Cañada (n. 1957) |                                                             |                                                             | José María Castillejo, VII conde de Floridablanca (n. 1962) Con sucesión en los condes de Floridablanca. | José María Castillejo, VII conde de Floridablanca (n. 1962) Con sucesión en los condes de Floridablanca. | José María Castillejo, VII conde de Floridablanca (n. 1962) Con sucesión en los condes de Floridablanca. | José María Castillejo, VII conde de Floridablanca (n. 1962) Con sucesión en los condes de Floridablanca. | José María Castillejo, VII conde de Floridablanca (n. 1962) Con sucesión en los condes de Floridablanca. | José María Castillejo, VII conde de Floridablanca (n. 1962) Con sucesión en los condes de Floridablanca. |  |  |  |  |  |  |  |  |  |  |  |  |  |  |  |  |
|                                                      |                                                      |                                                      |                                                      |                                                      |                                                      |                                                    |                                                    | Mª del Dulce Nombre Castillejo, XI marquesa de la Cañada (n. 1957)                | Mª del Dulce Nombre Castillejo, XI marquesa de la Cañada (n. 1957) | Mª del Dulce Nombre Castillejo, XI marquesa de la Cañada (n. 1957) | Mª del Dulce Nombre Castillejo, XI marquesa de la Cañada (n. 1957) | Mª del Dulce Nombre Castillejo, XI marquesa de la Cañada (n. 1957) | Mª del Dulce Nombre Castillejo, XI marquesa de la Cañada (n. 1957) |                                                             |                                                             | José María Castillejo, VII conde de Floridablanca (n. 1962) Con sucesión en los condes de Floridablanca. | José María Castillejo, VII conde de Floridablanca (n. 1962) Con sucesión en los condes de Floridablanca. | José María Castillejo, VII conde de Floridablanca (n. 1962) Con sucesión en los condes de Floridablanca. | José María Castillejo, VII conde de Floridablanca (n. 1962) Con sucesión en los condes de Floridablanca. | José María Castillejo, VII conde de Floridablanca (n. 1962) Con sucesión en los condes de Floridablanca. | José María Castillejo, VII conde de Floridablanca (n. 1962) Con sucesión en los condes de Floridablanca. |  |  |  |  |  |  |  |  |  |  |  |  |  |  |  |  |
|                                                      |                                                      |                                                      |                                                      |                                                      |                                                      |                                                    |                                                    | Alfonso de León y Castillejo Caballero de la Real Maestranza de Sevilla (n. 1977) |                                                                    |                                                                    |                                                                    |                                                                    |                                                                    |                                                             |                                                             | | | | | | |  |  |  |  |  |  |  |  |  |  |  |  |  |  |  |  |